# ZEUS (band)
ZEUS is een Nederlandse (stoner)rockband.

## Geschiedenis
ZEUS werd opgericht in 2003 door Jeroen van Koningsbrugge, Roy en Paul Jansen. In 2004 vertrokken ze naar de Verenigde Staten om te spelen in CBGB's, een van de bekendste blues- en punkclubs ter wereld. In 2005 werd het album Bad Signs uitgebracht door Sixxkiller, het eigen platenlabel van ZEUS.
In 2007 werd 07 opgenomen door producent Marcel van der Vondervoort. De opnamen vonden plaats te Oss (Noord-Brabant) in de Torture Garden Studios. Het album werd uitgegeven door Freebird Records.
In 2009 werd bekend dat de band op zoek was naar een nieuwe bassist, omdat bassist Bob Gerritsen de band aan het eind van het jaar zou verlaten. Zijn plaats werd ingenomen door Rowdy Lemaire. Eind 2010 was ZEUS inactief, doordat de activiteiten rond Jurk! en andere werkzaamheden Van Koningsbrugge te veel tijd kostten.
In 2014 maakte ZEUS de titelsong voor de televisieserie Smeris, waarin Jeroen van Koningsbrugge een van de hoofdrollen vertolkt.

## Discografie

### Bad Signs
Het eerste album van ZEUS verscheen in 2005. Opgenomen door Marcel van der Vondervoort (o.a. Astrosoniq) in Moscow Studio Utrecht. Mix door Marcel van der Vondervoort. Mastering door Alan Ward.
1. Bad Signs
2. Blow
3. Head Down
4. Real Thing
5. My Demons
6. Getaway
7. Your Waters
8. Beyond Below
9. Downward Spiral

### 07
Dit tweede album van ZEUS verscheen in 2007. Opgenomen en gemixt door Marcel van der Vondervoort. Mastering door Alan Ward. Uitgebracht door Freebird Records.
1. My Name Is Zeus
2. Drive On
3. Breeder
4. Ain't She Lovely
5. Carousel
6. Just Begun
7. Save Me
8. Man On Fire
9. Crazy Calm
10. Falling

Zowel Bad Signs als 07 bevat een ‘hidden track’.

### Everything(single - 2016)
ZEUS nam eind 2016 afscheid met een korte toer en de farewellsingle Everything. De single werd alleen via streamingplatforms zoals Spotify en iTunes uitgebracht. Op de single speelt Roy Jansen zowel bas als gitaar in. Jeroen nam de zang op met Arno Krabman. Marcel van der Vondervoort produceerde de single.